# Й
La Й, minuscolo й, chiamata i breve, è una lettera dell'alfabeto cirillico. È composta dalla lettera И, che appare come una versione allo specchio della N latina, sovrastata dal diacritico breve. 

| Lettera cirillica | Pronuncia IPA | Trascrizione scientifica | Trascrizione inglese | Trascrizione tedesca | Trascrizione francese |
| ----------------- | ------------- | ------------------------ | -------------------- | -------------------- | --------------------- |
| Й                 | /j/           | j                        | y                    | i                    | y                     |

È l'undicesima lettera della versione russa e in questa lingua viene chiamata и краткое (i kratkoye, cioè "i breve").
È anche l'undicesima lettera della versione bulgara del cirillico.
È la quattordicesima lettera della versione ucraina del cirillico e in questa lingua viene chiamata йот, (jot) o ий (yj, pronunciata /ɪj/).
La i kratkoe rappresenta una consonante approssimante palatale IPA /j/, corrispondente all'antica J o I consonantica usata tempo fa anche in italiano. Questa lettera in russo si può porre solo dopo un'altra vocale. Viene usata per comporre dittonghi, ed è traslitterata in maniera diversa a seconda delle lingue. Per la sua funzione, in italiano e nella traslitterazione scientifica del cirillico viene resa con j. Nel mondo anglosassone si traslittera invece con y, creando un po' di confusione con la lettera Ы, anch'essa traslitterata y. Altre traslitterazioni la considerano pari alla i.
In serbo e in macedone, la lettera Ј viene usata per rappresentare il medesimo suono.
I suoi corrispondenti codici HTML sono: &#1049; o &#x419; per il maiuscolo e &#1081; o &#x439; per il minuscolo.